# Störst av allt (musikalbum)
Störst av allt är ett studioalbum från 2005 av den svenska popsångerskan Carola Häggkvist. På albumlistorna placerade sig albumet som bäst på 1:a plats i Sverige och 16:e plats i Norge. Albumet är tillägnat det många kristna kallar "livets högtider" - dop, bröllop och begravning. Delar av albumet är inspelade i Kapstaden, Sydafrika.

## Låtlista
1. Störst av allt (Erik Hillestad / Carola Häggkvist)
2. Kärleksvals (Ulrik Neumann / Håkan Elmquist)
3. Tillägnan (Lars Forssell / Monica Dominique)
4. Barn och stjärnor (Ylva Eggehorn / Hans Nyberg)
5. Håll mitt hjärta (Same Old Story) (Björn Skifs/Lars-Göran Andersson / Peter Hallström)
6. Allting har sin tid (Börge Ring)
7. Gammal fäbodpsalm (Gunlis Österberg / Oskar Lindberg)
8. Över älven (Erik Hillestad / Carola Häggkvist)
9. Måne och sol (Britt G Hallqvist / Egil Hovland)
10. Jag har hört om en stad ovan molnen (Lydia Lithell/Rysk)
11. Allt kommer bli bra mamma (Carola Häggkvist)
12. Jag ger dig min morgon (I Give You the Morning) (Tom Paxton / Fred Åkerström)
13. Den första gång jag såg dig (Birger Sjöberg)
14. Närmare Gud till dig (Sarah Fuller Adams / Emanuel Linderholm / Lowel Mason)
15. Genom allt (albumversion) (Carola Häggkvist)
16. Genom allt (radioversion) (Carola Häggkvist)

## Medverkande
- Carola Häggkvist – sång
- Kjetil Bjerkestrand – arrangör, piano, klaviatur, programmering
- Rune Bent Stray – gitarr, elgitarr
- Helge Norbakken – trummor, slagverk
- Gjermund Silset – kontrabas, elbas

## Listplaceringar
| Lista (2005) | Topplacering |
| ------------ | ------------ |
| Norge        | 16           |
| Sverige      | 1            |